# ニコライ・スコブリン

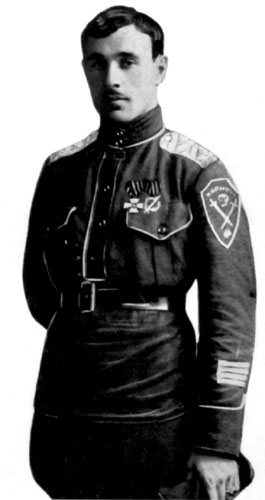
ニコライ・スコブリン (1918)

ニコライ・ウラジミーロヴィッチ・スコブリン（ロシア語: Николай Владимирович Скоблин、1885年6月9日 - 1937年10月）は、ロシア帝国白軍の軍人、少将。後にソ連内務人民委員部（NKVD）のエージェントとなり、白軍の指導者を誘拐した。

## 経歴
1914年、チュグエフカ軍事学校を卒業。第126ルィリ歩兵連隊に勤務し、第一次世界大戦に従軍した。1917年5月～11月、第8軍第1打撃コルニーロフ連隊の第2大隊長。ロシア革命後、白軍に参加し、義勇軍の小隊長、中隊長、大隊長を務めた。1918年11月、コルニーロフ連隊長、1919年9月、コルニーロフ旅団長、10月にはコルニーロフ師団長となる。1920年11月に予備役編入。クリミアからガリポリに逃れ、トルコ、ブルガリア、フランスに移り住んだ。
妻のナジェージダ・プレヴィツカヤは、有名な歌手であり、ロシア内戦時代からソビエト諜報部のエージェントだった。妻の圧力により、スコブリンもNKVDのエージェントとなった。特に彼により、ナチス・ドイツ情報部SD司令官ラインハルト・ハイドリヒと共同で、「赤軍内の陰謀」に関する怪文書が捏造された。
1937年9月22日、ロシア全軍連合議長エフゲニー・ミレル将軍の誘拐を組織し、彼をソ連の汽船でモスクワまで送り届けた（ソ連に送還されたミレルは拷問を受け、秘密裁判ののち銃殺された）。スコブリン自身はパヴェル・クソンスキー将軍を含む他のエージェントの助けでスペインに逃れたが、その後消息を絶つ。一説によれば、スペイン内戦に巻き込まれたとも、NKVDにより暗殺されたという。
妻のプレヴィツカヤも、ミレルの誘拐に関与し、1937年11月にパリ警察により逮捕され、禁固20年の判決を受けた。彼女はドイツ軍によるフランス占領後も刑務所に服役し、1940年10月1日に刑務所内で不審死を遂げた。